# Max Budig starší
Max Budig (27. května 1864 Svitavy – 31. ledna 1948) byl rakouský podnikatel a politik německé národnosti z Moravy, na přelomu 19. a 20. století poslanec Říšské rady.

## Biografie
Vychodil národní školu, pak studoval na prvním německém gymnáziu v Brně a následně absolvoval Vídeňskou univerzitu, kde byl promován roku 1888. Měl titul doktora práv. Působil zpočátku na soudní a advokátní praxi ve Vídni. Od roku 1892 se ale vrátil do Svitav a věnoval se podnikání v rodinné továrně. Byl spolumajitelem firmy J. Budig und Söhne ve Svitavách. Angažoval se v politice. V roce 1914 se uvádí jako náměstek starosty Svitav. V obecním výboru ve Svitavách a v místní školní radě zasedal od roku 1893.
Byl i poslancem Říšské rady (celostátního parlamentu Předlitavska), kam usedl ve volbách roku 1897 za kurii městskou na Moravě, obvod Moravská Třebová, Svitavy, Březová n. Svitavou atd. Ve volebním období 1897–1901 se uvádí jako Max Budig, továrník, bytem Svitavy.
Do parlamentu kandidoval za Německou lidovou stranu.
Jeho synem byl Max Budig, meziválečný československý politik a poslanec za SdP. Jeho otec Johann Budig byl podnikatelem, poslancem Říšské rady a starostou Svitav.